# 시벨리우스 아카데미

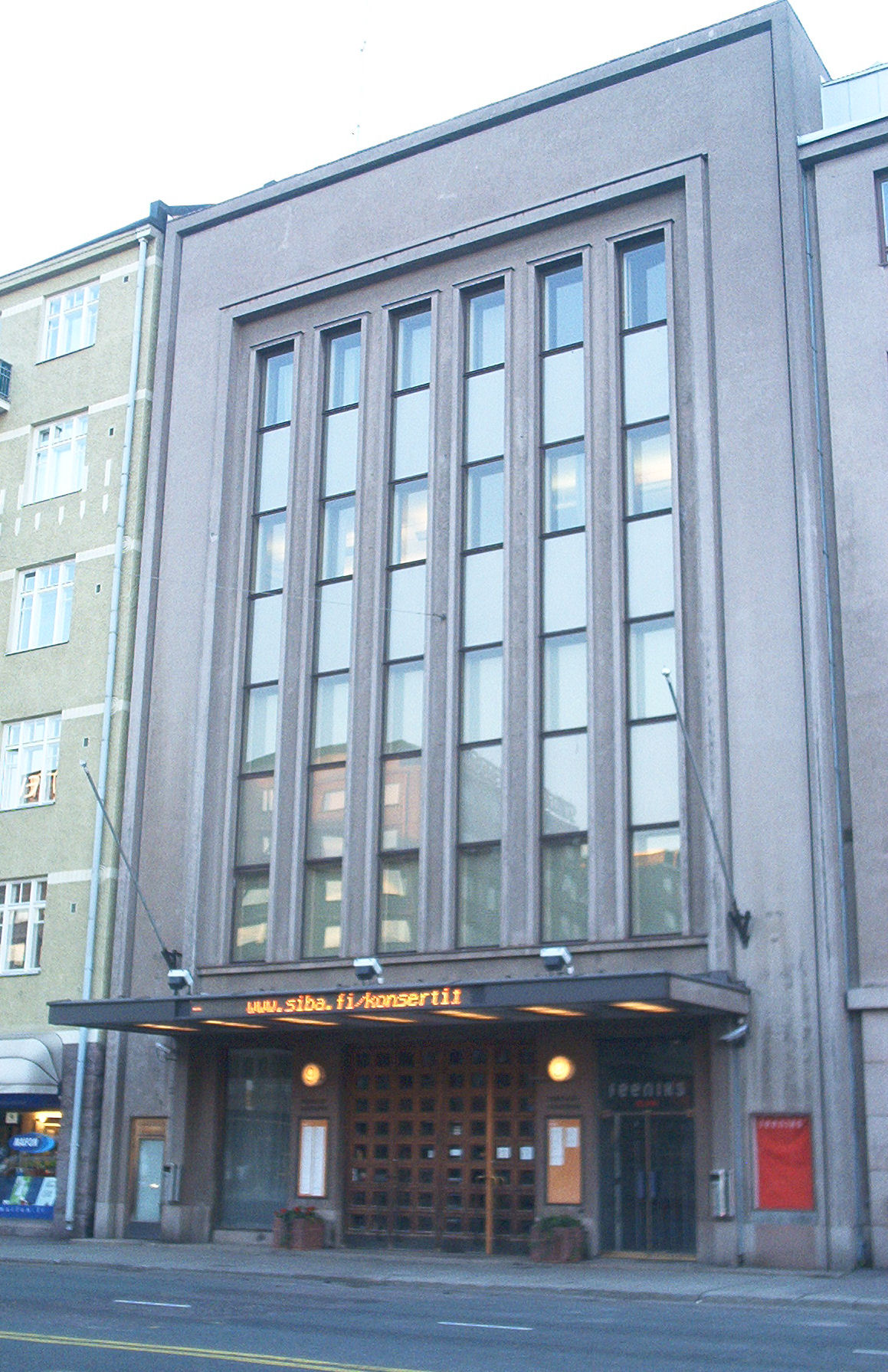

시벨리우스 아카데미(Sibelius Academy, 핀란드어: Taideyliopiston Sibelius-Akatemia, 스웨덴어: Sibelius-Akademin vid Konstuniversitetet)는 헬싱키 예술대학교의 일부이자 핀란드 헬싱키와 쿠오피오에서 운영되는 대학 수준의 음악 학교이다. 또한 얘르벤패에 성인 교육 센터가 있고 세이내요키에 훈련 센터가 있다. 아카데미는 핀란드의 유일한 음악 대학이다. 약 1,400명의 재학생이 재학 중인 유럽 최대 규모의 음악 대학 중 하나이다. 그 규모에서 유럽 최대의 음악 대학 중 하나로 꼽힌다. 신성 클라우스 메켈레 등 지휘 분야에서 두각을 나타내는 졸업생들을 많이 배출했다.
시벨리우스 아카데미는 린드 국제 피아노 콩쿠르의 주최자이자 헬싱키에서 5년마다 개최되는 장 시벨리우스 국제 바이올린 콩쿠르의 주최기관 중 하나이다. 2022년에는 양인모가 한국인 최초로 우승하였으며, 마이 린트 국제 피아노콩쿠르 또한 오랜 역사를 자랑하고 있다.

## 역사
1882년 마르틴 베겔리우스(Martin Wegelius)가 자신의 제자이자 핀란드의 가장 유명한 작곡가인 장 시벨리우스를 기리기 위해 설립했다. 2013년에 헬싱키 예술 대학으로 개편되어 헬싱키 연극 아카데미와 헬싱키 미술 아카데미 등과 합병되었다.

## 관련 인물

### 작곡가
- 망누스 린드베리[5]
- 에이노유하니 라우타바라
- 카이야 사리아호
- 장 시벨리우스

### 지휘자
- Jorma Panula 헬싱키 필하모닉 오케스트라 음악감독, 핀란드 명지휘자들의 스승
- Sakari Oramo BBC 교향악단 지휘자[6]
- 에사페카 살로넨 필하모니아 관현악단 지휘자, 전 LA 필하모닉 지휘자, 작곡가[7]
- 울프 쇠데르블롬 핀란드 국립 오페라단 수석 지휘자
- 미코 프랑크 라디오 프랑스 필하모니 관현악단 지휘자
- 클라우스 마켈라 오슬로 필하모니 관현악단, 파리 관현악단 지휘자 및 콘세르트헤바우 관현악단 상임지휘자 지명자